# The Taking of Pelham 123
The Taking of Pelham 1 2 3 (prt: Assalto ao Metro 1 2 3; bra: O Sequestro do Metrô 1 2 3) é um filme britânico-estadunidense de 2009, dirigido por Tony Scott e baseado no livro de Morton Freedgood (escrito sob o pseudónimo de John Godey).
Trata-se de um remake da adaptação de 1974.
A produção teve início em março de 2008 e o filme foi lançado em 12 de junho de 2009.

## Sinopse
Um homem autodenominado Ryder sequestra o metro Pelham 123 da Linha 6 do Metro de Nova Iorque, que saiu da estação de Pelham Bay Park às 1:23 da tarde. Ryder está acompanhado de três homens fortemente armados: Bashkim, Emri e Phil Ramos. A quadrilha desengata o vagão principal e faz todos os passageiros reféns. Walter Garber, um funcionário da MTA recebe uma chamada de Ryder, que exige 10 milhões de dólares em dinheiro a serem pagos em 60 minutos. Ryder ameaça matar um passageiro por cada minuto passado após o prazo.

## Elenco
- Denzel Washington .... Walter Garber
- John Travolta .... Dennis Ford / Mr. Blue (Ryder)
- James Gandolfini .... Prefeito de Nova Iorque
- John Turturro .... Camonetti
- Luis Guzmán .... Phil Ramos / Mr. Green
- Ramón Rodríguez .... Delgado
- Victor Gojcaj .... Bashkim / Mr. Grey
- Robert Vataj .... Emri / Mr. Brown
- Gbenga Akinnagbe .... Wallace
- Alex Kaluzhsky .... George
- Michael Rispoli .... John Johnson
- Jason Butler Harner .... Mr. Thomas
- Frank Wood .... Comissário Sterman
- Aunjanue Ellis .... Esposa de Garber
- Brian Haley .... Capitão Hill